# Världsmästerskapen i orientering 2003
Världsmästerskapen i orientering 2003 hölls den 3–9 augusti 2003 i Rapperswil i kantonen Sankt Gallen i Schweiz.

## Medaljörer

### Herrar

#### Långdistans
1. Thomas Bührer, Schweiz 1.48.20
2. Juryj Omeltjenko, Ukraina 1.50.35
3. Emil Wingstedt, Sverige 1.51.08

#### Medeldistans
1. Thierry Gueorgiou, Frankrike 30.08
2. Bjørnar Valstad, Norge 32.45
3. Øystein Kristiansen, Norge 33.08

#### Sprint
1. Jamie Stevenson, Storbritannien 12.43,7
2. Rudolf Ropek, Tjeckien 13.02,8
3. Thierry Gueorgiou, Frankrike 13.04,2

#### Stafett
1. Sverige (Niclas Jonasson, Mattias Karlsson, Emil Wingstedt) 1.58.42
2. Finland (Jani Lakanen, Jarkko Huovila, Mats Haldin) 1.59.27
3. Storbritannien (Daniel Marston, Jon Duncan, Jamie Stevenson) 2.01.04

### Damer

#### Långdistans
1. Simone Luder, Schweiz 1.26.14
2. Karolina Arewång Höjsgaard, Sverige 1.29.19
3. Brigitte Wolf, Schweiz 1.32.52

#### Medeldistans
1. Simone Luder, Schweiz 32.40
2. Hanne Staff, Norge 32.57
3. Heli Jukkola, Finland 33.32

#### Sprint
1. Simone Luder, Schweiz 13.21,3
2. Marie-Luce Romanens, Schweiz 13.30,8
3. Jenny Johansson, Sverige 13.40,1

#### Stafett
1. Schweiz (Brigitte Wolf, Vroni König-Salmi, Simone Luder) 1.57.41
2. Sverige (Gunilla Svärd, Karolina A. Højsgaard, Jenny Johansson) 1.59.46
3. Norge (Elisabeth Ingvaldsen, Birgitte Husebye, Hanne Staff) 2.05.18